# Claudio Lustenberger
Claudio Lustenberger (6 januari 1987) is een Zwitsers voetballer (verdediger) die sinds 2006 voor de Zwitserse eersteklasser FC Luzern uitkomt. Voordien speelde hij voor SC Kriens.
Lustenberger speelde sinds 2007 reeds vijf wedstrijden voor de U-21 van Zwitserland, daarin kon hij één doelpunt scoren.